# 小笠原隆元
小笠原 隆元（おがさわら りゅうげん、1938年3月1日 - ）は、日本の仏教学者、僧侶。駒澤大学名誉教授。大本山總持寺顧問。長野県の曹洞宗広沢寺第30世住職。

## 来歴
長野県松本市生れ。1956年長野県松本深志高等学校卒業。同年、駒澤大学仏教学部仏教学科入学、1961年同卒業。同年東京大学大学院人文科学研究科印度哲学専攻修士課程入学、1964年同修了。同年、駒澤大学大学院人文科学研究科仏教学専攻博士課程に入学し1968年3月同満期退学。同年、駒澤大学文学部専任講師、同大学国際仏教研究所理事。 1970年より1973年3月まで東海大学教養部非常勤講師。1971年より1994年3月まで曹洞宗教化研修所海外開教課程嘱託講師。1977年駒澤大学外国語部助教授、1983年同教授。1997年より1998年3月まで信州大学人文学部比較哲学科非常勤講師。2001年より曹洞宗総合研究センター講師。2002年9月、信州大学共通教育センター（人文学部）非常勤講師。2004年3月、駒澤大学を依願退職。松本市廣澤寺住職、国際仏教興隆協会再生活性化委員、大本山總持寺顧問など歴任。

## 著書
- 「国立国会図書館」を参照

### 論文
- CiNii>小笠原隆元